# Цельтнер, Владимир Павлович
Владимир Павлович Цельтнер (укр. Володимир Павлович Цельтнер, также известный как Владимир Павлов, род. 26 апреля 1926; Киев, Украинская ССР — 3 апреля 1998; Москва, Россия) — украинский и российский искусствовед и художник.

## Биография
В 1950 году Цельтнер окончил Киевский институт театрального искусства имени И. Карпенко-Карого. С 1949 по 1956 годы обучался в Киевском государственном университете имени Т. Г. Шевченко. В 1980-х годах работал в Центральном доме художника в Москве.

## Творчество
Владимир Цельтнер является автором и соавтором ряда значимых работ в области искусствоведения, среди которых:
- «Казимир Агнит-Следзевский» (1968)
- «Федір Манайло» (1986)
- «Валентин Литвиненко» (1971)

В соавторстве с Лидией Поповой:
- «Украинское советское искусство 20–30-х годов» (1966)
- «Т. Н. Яблонская» (1968)
- «Украинская советская сатира» (1971)

Цельтнер также публиковал статьи на научно-популярные темы, связанные с искусством.